# Ranis
Ranis település Németországban, azon belül Türingiában. Lakosainak száma 1660 fő (2023. december 31.). Ranis Pößneck, Wernburg, Schmorda, Seisla és Krölpa községekkel határos.

## Népesség
A település népességének változása:
| Lakosok száma | 1709 | 1720 | 1699 | 1708 | 1648 | 1679 | 1660 |
|               | 2015 | 2016 | 2017 | 2019 | 2021 | 2022 | 2023 |